# بارزان محسن دزه ئي
بارزان محسن محمد أمين دزه ئي (بالكردية: بارزان موحسین دزەیی)‏ هو سياسي عراقي كردي، شغل مناصب في حكومة إقليم كردستان، منها وزارة البلديات والسياحة.
والده السياسي الكردي المعروف محسن دزه ئي.